# 加賀裕郎
加賀 裕郎（かが ひろお、1955年 ‐ ）は、日本の哲学研究者。専門はジョン・デューイを中心としたプラグマティズム。日本デューイ学会会長、同志社女子大学学長、及び学校法人同志社理事。

## 来歴
1978年　同志社大学文学部文化学科哲学及び倫理学専攻卒業
1980年　金沢大学大学院文学研究科哲学専攻修士課程修了
1984年　同志社大学大学院文学研究科哲学及び哲学史専攻修士課程単位取得満期退学

## 社会活動
- 日本私立大学連盟　学長会議幹事会委員
- 女子大学連盟　委員長
- 日本デューイ学会　会長
- 独立行政法人大学改革支援・学位授与機構国立大学教育研究評価委員会　専門委員
- 大学コンソーシアム京都　理事

## 著書
- 『デューイ著作集６　教育１　学校と社会,ほか』、東京大学出版会、2019年
- 『デューイ自然主義の生成と構造』（西洋思想叢書）、晃洋書房、2009年

## リンク
来歴、社会活動
- https://research-db.dwc.doshisha.ac.jp/rd/html/japanese/researchersHtml/1637/1637_Researcher.html

著書
- http://webcatplus.nii.ac.jp/webcatplus/details/creator/602514.html